# Luigi Giglio
Luigi Giglio, ou Luigi Lilio, ou encore, de son nom latin, Aloysius Lilius, né à Psycròn (aujourd'hui Cirò) en Calabre (province de Crotone) vers 1510, mort avant 1576, sans doute à Rome, était un médecin et un astronome italien, connu comme le pionnier de la réforme du calendrier grégorien.

## Biographie
Comme le montre la difficulté à cerner les bornes de son existence, sa biographie n'est connue que par quelques passages de ses écrits.
Il naquit dans une famille de condition modeste. Il étudia la médecine à Naples, et y entra au service du comte de Carafa.
Il commença à enseigner à l'université de Pérouse en 1552.
Avec son frère Antonio, il fut l'un des concepteurs de la réforme du calendrier, promulguée par le pape Grégoire XIII en 1582 (bulle Inter gravissimas). Ses études sur cette question furent publiées en 1577 sous le titre de Compendium novae rationis restituendi kalendarium. Elles conduisirent, après examen par la commission apostolique et quelques corrections proposées par le jésuite Christophorus Clavius, au système actuellement en vigueur.
François Viète critiqua longuement l'interprétation que Clavius fit des travaux de Giglio.

## Œuvre
- Luigi Lilio, Compendium nouae rationis restituendi kalendarium, Romae, apud haeredes Antonij Bladij impressores camerales, 1577 (lire en ligne)

## Hommages
- En hommage à l'œuvre de ce savant, on a donné son nom (sous la forme latinisée : Lilius) à un cratère de la Lune.
- La Calabre a déclaré le 21 mars Giornata del Calendario in memoria di Luigi Lilio (journée du calendrier en mémoire de Luigi Lilio).